# Sulmin
Sulmin (deutsch Richthof, bis 1908 Sulmin, kaschubisch Sulmino) ist ein Dorf und Sołectwo (Schulzenamt) der Stadt-und-Land-Gemeinde Żukowo im Powiat Kartuski der Woiwodschaft Pommern in Polen.

## Geographie
Der Ort liegt im Osten der Gemeinde und grenzt nordöstlich an den Danziger Stadtbezirk Kokoszki (Kokoschken) mit Kiełpino Górne (Hoch Kelpin). Die Stadtzentren von Danzig und Sopot (Zoppot) sind 12 und 15 Kilometer entfernt. Gdynia (Gdingen) liegt 23 Kilometer nördlich. Die weiteren Nachbarorte sind Leźno (Leesen) im Norden, Lniska (Ellernitz) im Nordwesten, Niestępowo (Nestempohl), Mankocin sowie Widlino (Fidlin) im Südwesten und Otomino (Ottomin) im Südosten. Die Stadt Żukowo (Zuckau) liegt sieben Kilometer westlich.

## Geschichte
Sulmin erscheint urkundlich als Rychtow, Rechtowo alias Sulmink oder Solemyn und Zullmin. Das Gut Sulmin gehörte zum Besitz der Danziger Bürgermeisterfamilie Gralath. Der Gutsbezirk Sulmin wurde um 1906/1907 zur Landgemeinde umgewandelt, die 1908 in Richthof umbenannt wurde. Im Jahr 1887 kam das Gebiet vom Landkreis Danzig zum Kreis Danziger Höhe. Amtsbezirk war Kelpin und Standesamt Hoch Kelpin. Die evangelische Kirche gehörte bis 1905 zu Löblau (polnisch Lublewo Gdańskie). Von 1905 bis 1919 hatte das Dorf eine eigene Kirchengemeinde, Katholiken waren in Zuckau eingepfarrt.
Als Teil des Polnischen Korridors kam Sulmin 1920 zu Polen und wurde in den Powiat Kartuski der Woiwodschaft Pommerellen eingegliedert. Die evangelische Kirche wurde geschlossen und ihre Gemeindemitglieder in Przyjaźń (Rheinfeld) eingepfarrt. Durch den Überfall auf Polen 1939 kam das Gebiet des Korridors völkerrechtswidrig an das Reichsgebiet und wurde dem Reichsgau Danzig-Westpreußen zugeordnet. Gegen Ende des Zweiten Weltkriegs besetzte im Frühjahr 1945 die Rote Armee das Kreisgebiet und übergab es an die Volksrepublik Polen. Die deutsche Minderheit wurde ausgewiesen.

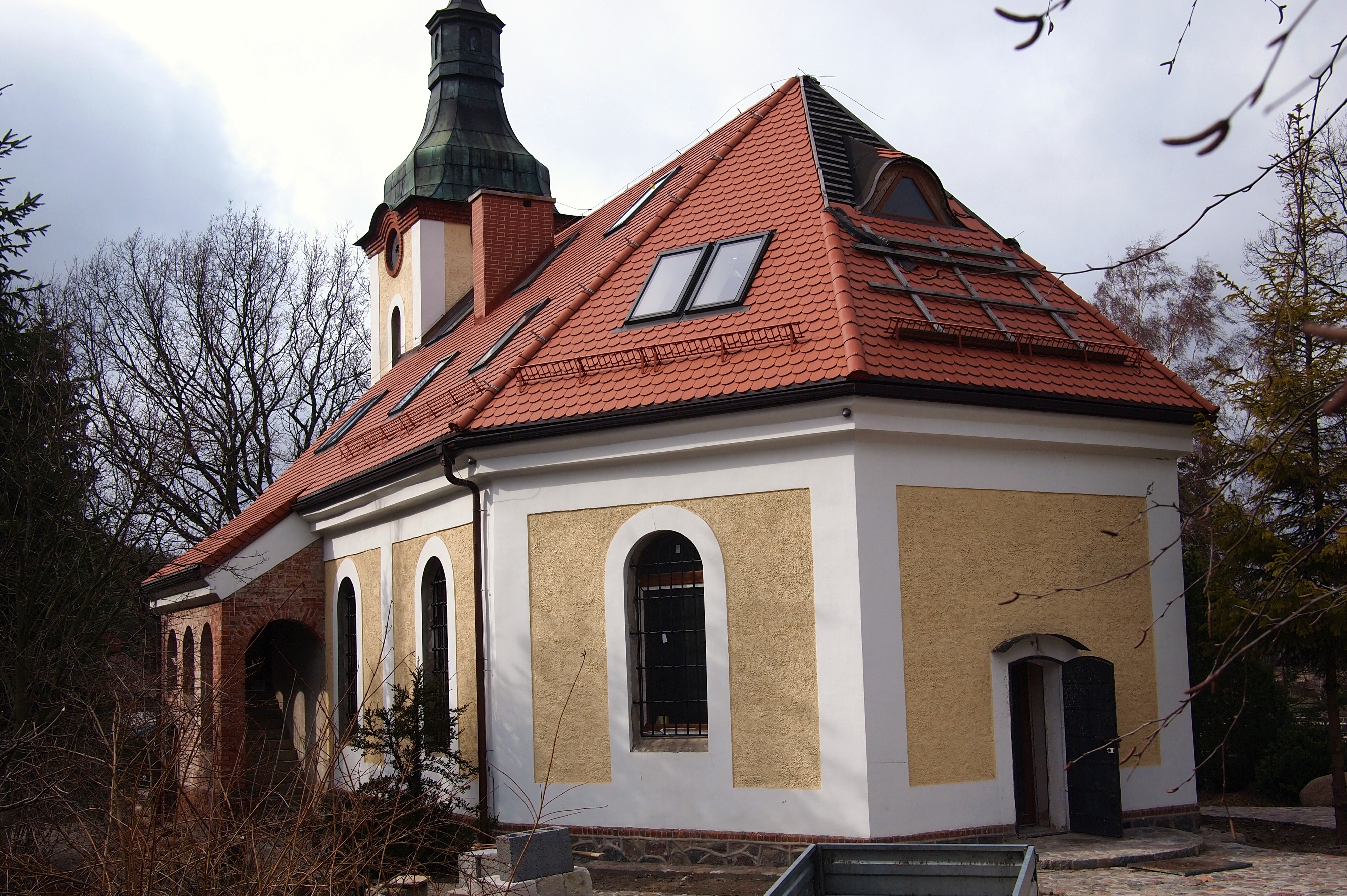
Ehemalige evangelische Kirche

Mit Auflösung der Landgemeinde Żukowo wurden 1954 Gromadas gebildet. Teile Sulmins kamen mit dem ehemaligen Forstgutsbezirk Ottomin 1973 an die Stadt Danzig. Das waldreiche Gebiet erhielt den Namen Las Sulmiński (übersetzt Sulminer Wald). Die Landgemeinde Żukowo wurde 1973 wieder gebildet und erhielt 1998 den Status einer Stadt-und-Land-Gemeinde. In den Jahren von 1975 bis 1998 gehörte Sulmin administrativ zur Woiwodschaft Danzig, der Powiat war in diesem Zeitraum aufgelöst.
Einwohnerzahlen:
- 1885: 160
- 1895: 244
- 1905: 295
- 1910: 270

Von 1998 bis 2021 wuchs die Einwohnerzahl des Orts um 180,3 Prozent.
- 1998: 249
- 2002: 364
- 2009: 469
- 2011: 511
- 2021: 698

## Denkmalgeschützte Sehenswürdigkeiten

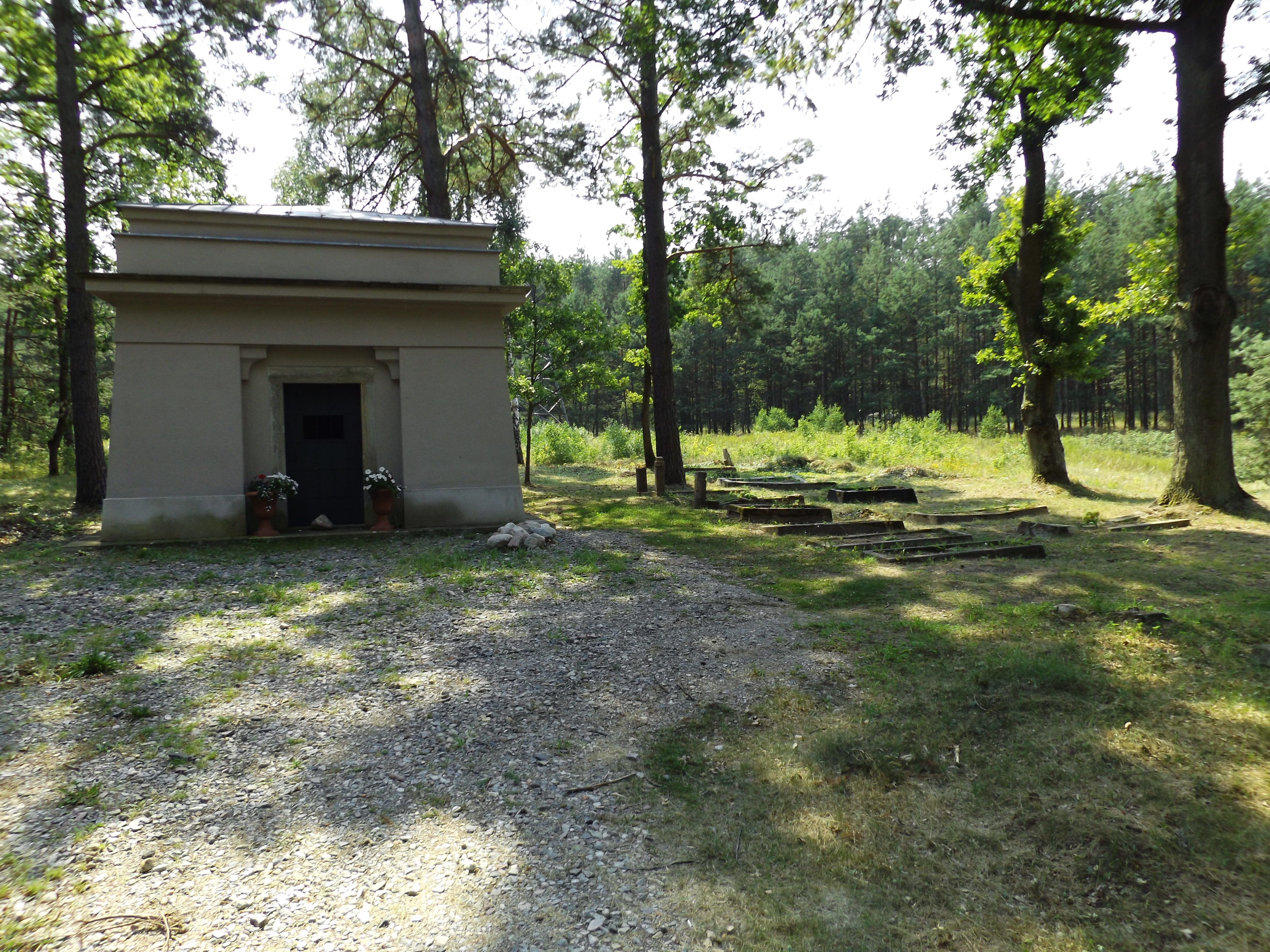
Renoviertes Mausoleum der Familie Gralath (2015)

Die evangelische Kirche des Guts stammt vom Ende des 19. Jahrhunderts. Sie wurde unter der Nummer 735 am 11. Oktober 1976 in das nationale Denkmalregister der Woiwodschaft aufgenommen und dient als Kunstgalerie. Das Mausoleum der Familie Gralath wurde 1818 errichtet. Mit dem ehemaligen evangelischen Friedhof, dem Park und Gebäuden des Guts aus dem 19. Jahrhundert erfolgte am 28. Februar 2013 die Unterschutzstellung mit der Nummer A-1891.

## Landschaftsschutzgebiet
Der Ort ist im Norden, Osten und Süden vom Landschaftsschutzgebiet Otomino umgeben. Die Landschaft ist eiszeitlich durch Grund- sowie Sandmoränen und den Ottominersee geprägt. Die Vegetation besteht aus Buchenwäldern und Feuchtgebieten mit  einem Bestand von Erlen und Kiefern. Das Gebiet dient der Naherholung. Im Jahr 1994 wurde eine Fläche 2072 Hektar unter Schutz gestellt.

## Verkehr
Nördlich des Orts verläuft die Landesstraße DK7 von Żukowo nach Warschau. Im benachbarten Kokoszki befindet sich ein bedeutender Knoten des Straßenverkehrs der Dreistadt (Trójmiasto) mit den Schnellstraßen S6 und S7. Nach dem weiteren Ausbau wird die Schnellstraße S7 an Sulmin vorbei führen.
Fernbahnhöfe können in Gdynia, Sopot und mehreren Danziger Stadtteilen erreicht werden. Durch Kokoszki verläuft die 2015 eröffnete PKM-Linie zum Danziger Flughafen. Żukowo erhielt in den 1920er Jahren einen Bahnhof an der Bahnstrecke Nowa Wieś Wielka–Gdynia (Groß Neudorf–Gdingen, Kohlenmagistrale).
Der nächste internationale Flughafen Danzig ist nur wenige Kilometer entfernt.